# 青柳文太郎
青柳 文太郎（あおやぎ ぶんたろう、1955年4月2日 - ）は、日本の俳優。所属事務所は東京俳優生活協同組合。福島県南会津町出身。身長165cm、体重70kg。血液型AB型。

## 出演

### テレビドラマ
- 太陽にほえろ!（NTV）
  - 第422話「令子、俺を思い出せ!!」（1980年）
  - 第455話「死ぬなスニーカー」（1981年）
  - 第475話「さらば! スニーカー」（1981年）
  - 第492話「傷だらけの勲章」（1982年） - 大木豊
  - 第497話「ゴリさんが拳銃を撃てなくなった!」（1982年）
  - 第524話「ラガーのラブレター」（1982年）
  - 第606話「マミーの挑戦」（1984年）
  - 第625話「四色の電車」（1984年）
  - 第697話「マミーを怒らせた少年」（1986年）
- 御宿かわせみ（1981年、NHK）
- 走れ!熱血刑事 第24話「青春にキックオフ」（1981年、ANB / 勝プロ） - おもちゃ工場職員
- 事件記者チャボ! 第18話「春です!! 通り魔がでたぁー?」（1984年、NTV / ユニオン映画） - 呼び込みの男
- はね駒（1985年、NHK）
- はぐれ刑事純情派（ANB系→EX / 東映）
  - 第1シリーズ「嘘つき老女の証言」（1988年）
  - 第14シリーズ #14 「美人は得?ｷﾚｲになりたい女の逆襲!?」（2001年）
  - 第16シリーズ #07「悪質商法殺人! 安浦刑事を騙した女」（2003年） - 介護用品の悪徳訪問販売会社の社長
- メタルヒーローシリーズ（ANB）
  - 特警ウインスペクター 第25話「雨に泣くロボット」（1990年） - 細田生花店店主
  - 特救指令ソルブレイン 第14話「愛を呼ぶ銃弾」（1991年） - 美容院店主
  - 特捜ロボ ジャンパーソン 第6話「さまよう冷凍男（アイスマン）」（1993年） - 川上徳太郎刑事
  - ブルースワット（1994年） - 大藪医師
- スーパー戦隊シリーズ（ANB）
  - 恐竜戦隊ジュウレンジャー 第8話「恐怖! 瞬間喰い」（1992年） - 守の父
  - 忍者戦隊カクレンジャー
    - 第13話「ブッとばせ不幸」（1994年） - 浩の父ちゃん
    - 第26話「鶴姫家の超秘密」（1994年） - カサバケの声

  - 未来戦隊タイムレンジャー 第18話「影の予感」・第19話「月下の騎士」（2000年） - 森本
- 流れ板七人 第2話「下町母娘のみそ汁テスト」（1997年、ANB系 / 東映）
- 総理と呼ばないで（1997年、CX）
- 青い鳥（1997年） - 高井三郎
- ドラマ30「しおり伝説〜スター誕生〜」（1999年、CBC / テレパック） - 大原保
- 渡る世間は鬼ばかり（TBS）
- 古畑任三郎「若旦那の犯罪」（1999年、CX） - サラリーマン
- 魔女の条件（1999年、TBS）
- サラリーマン金太郎2（2000年、TBS）
- ストレートニュース（2000年） - 神崎直正
- HERO 第1期・最終話（2001年、CX）
- 月曜ミステリー劇場 湯の町コンサルタント1（2002年） - 水野昌史
- 温泉へ行こう3（TBS）
- 八丁堀の七人 第5シリーズ 第1話（2004年、ANB）
- アタックNo.1（2005年、ANB）
- 恋におちたら〜僕の成功の秘密〜（2005年） - 北野忠夫 役
- ウルトラマンマックス 第29話「怪獣は何故現れるのか」（2006年、CBC） - 人見信
- NHKスペシャル「感染爆発〜パンデミック・フルー」（2008年、NHK）
- パーフェクト・リポート（2010年、CX）
- 絶対零度〜特殊犯罪潜入捜査〜（2011年、CX） - キャスター
- おひさま（2011年、NHK） - 蕎麦屋の客
- 水曜ミステリー9「密会の宿8」（2011年、TX） - 天野
- 金曜プレステージ
  - 「鬼刑事 米田耕作1」（2012年） - 大木刑事 役
- 土曜ワイド劇場
  - 「法医学教室の事件ファイル34」（2012年、EX）
  - 「広域警察」（2013年 - ） - 今井隆夫 役
- 相棒 Season 11 第7話「幽霊屋敷」（2012年、EX） - 黛喜一 役
- 三つの月（2015年） - 黒田医師 役
- 探偵少女アリサの事件簿（2017年、EX） - 須崎史郎 役
- さくらの親子丼 第三シーズン（2020年） - 中山源一 役

### 映画
- マルサの女（1987年）

### 人形劇
- こどもにんぎょう劇場「王様の耳はロバの耳」

### CM
- アサヒビール（アサヒ本生 アクアブルー）
- コジマ（イメージキャラクター）　長年にわたり務めたため、コジマの社長・関係者と間違えられることがある。

### バラエティー
- 秘密のケンミンショー　方言刑事　刑事課主任・田中三郎